# Сірий кардинал

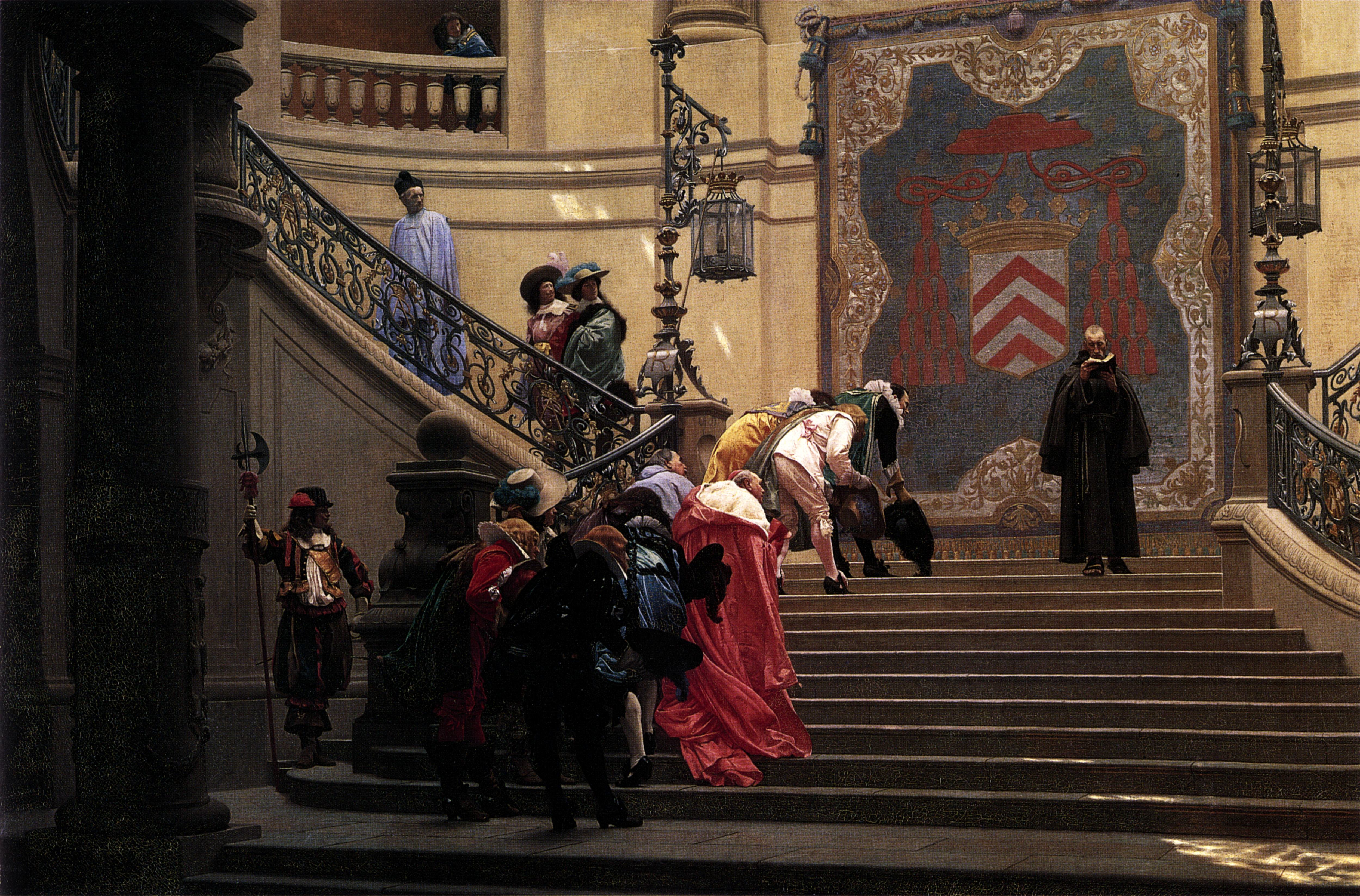
«Сіра Велебність» на картині Жерома

Сірий кардина́л (фр. éminence grise) — позначення впливових людей (особливо у політиці), які діють негласно і зазвичай не обіймають формальних посад з такими повноваженнями.
У переносному значені — люди, які здійснюють «владу за троном». Владу «тіньового уряду» іменують також криптократією.

## Походження поняття
Францією у часи формального правління монарха Людовіка XIII насправді фактично керував Рішельє (якого називали «червоним кардиналом» через колір шапочки, яку належало носити кардиналові), за котрим стояв отець Жозéф, який не обіймав формальної посади і якого прозвали «сірим кардиналом» («Сіра Велебність»), бо він був ченцем (монахом) Ордену капуцинів, які носили рясу сірого кольору. У романі «Три мушкетери» говориться, що «його ім'я вимовляли не інакше, як пошепки».